# Хлусевич, Даниил Андреевич
Дании́л Андре́евич Хлусе́вич (род. 26 февраля 2001, Симферополь) — российский футболист, полузащитник московского «Спартака».

## Клубная карьера

### Начало карьеры
Родился 26 февраля 2001 года в Симферополе. Начал заниматься футболом в академии «Крымтеплицы», также до 14 лет тренировался у своего отца Андрея. В 2015 году перешёл в Крымское среднее профессиональное училище олимпийского резерва из Краснолесья. Начал карьеру в качестве футзалиста. Играл за крымские команды «Скворцово» (2015—2016), скворцовский «Гелиодор» (2016—2017) и «Крымтеплицу-2» из Молодёжного (2017—2018), где работал тренером его отец. В классическом футболе выступал за УОР из Краснолесья (2016—2018), которое выступало в открытом чемпионате Крыма (Д2). В сезоне 2017/18 забил девять мячей в 12 матчах. В 16 лет Даниил задумывался о завершении карьеры и мог поступить в МВД, так как в Крыму не было вариантов для продолжения серьёзной карьеры.

### «Арсенал» Тула
В марте 2018 года перешёл в тульский «Арсенал». С 2018 по 2020 года выступал за молодёжную команду «Арсенала». Дебютировал в молодёжном первенстве 3 марта 2018 года в матче против «Ахмата» (4:0). 28 июля 2018 года забил свой первый мяч за молодёжную команду «Арсенала» в матче против московского «Динамо» (1:0). Провёл в молодёжном первенстве три сезона, сыграл 48 матчей и забил 16 мячей. Зимой 2019 года во время предсезонного сбора участвовал в контрольных матчах главной команды «Арсенала». 26 сентября 2018 года дебютировал в «Арсенале» в выездном матче 1/16 финала Кубка России против южно-сахалинского «Сахалина» (2:1), Хлусевич вышел на замену на 83-й минуте.
Зимой 2020 года проходил просмотр в португальском «Порту», однако затем вернулся в «Арсенал». По словам Хлусевича, ему дали хорошие рекомендации, заявив, что он подходит по уровню для первой команды «Порту». 4 июля 2020 года впервые сыграл за «Арсенал» в премьер-лиге, выйдя на замену на 83-й минуте гостевого матча 26-го тура чемпионата России против московского «Динамо» (1:0). 15 июля 2020 года забил первый мяч в премьер-лиге, отличившись на 13-й минуте гостевого матча 29-го тура чемпионата России против екатеринбургского «Урала» (3:1). Всего за «Арсенал» провёл 52 матча во всех турнирах и забил 9 мячей.

### «Спартак» Москва

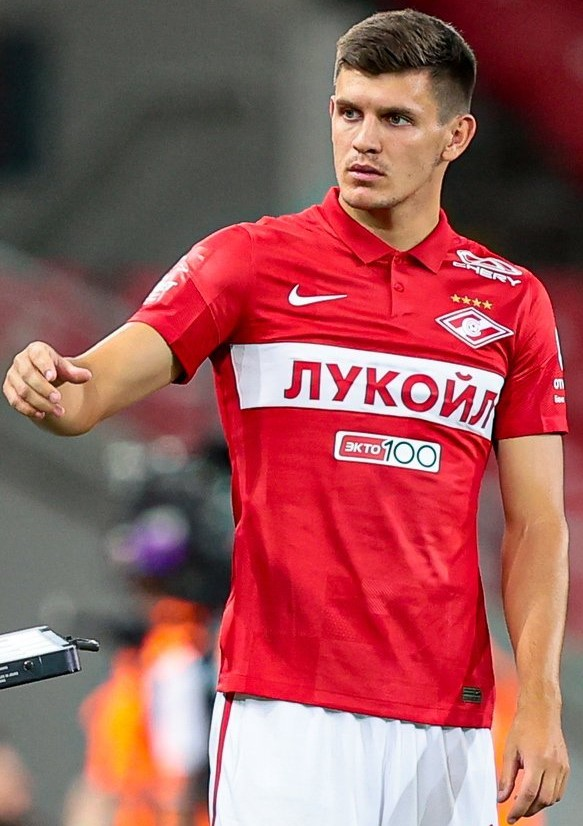
Хлусевич в составе московского «Спартака» в 2024 году

В конце октября 2021 года подписал контракт с московским «Спартаком» до 1 июля 2026 года, который вступил в силу с 1 января 2022 года. Сумма трансфера составила три миллиона евро. Дебютировал за клуб 26 февраля 2022 года в домашнем матче 19-го тура чемпионата России против московского ЦСКА (0:2), выйдя на замену на 84-й минуте вместо Георгия Джикии. 2 марта 2022 года провёл первый полный матч за «Спартак» в 1/8 финала Кубка России против «Кубани» (6:1), в котором сделал ассистентский хет-трик. 2 сентября 2022 года занял 50-е место в рейтинге среди игроков 2001 года рождения, составленном Международным центром спортивных исследований. 23 июля 2023 года забил свои первые мячи за «Спартак», сделав дубль в матче 1-го тура чемпионата России в ворота «Оренбурга» (3:2), до этого у Хлусевича не было забитых мячей в 47 матчах за клуб. 21 апреля 2024 года в матче против «Ростова» Хлусевич отметился третьим мячом в сезоне, он забил с подачи Хесуса Медины со штрафного. Этот гол стал для «Спартака» первым со стандарта в чемпионате России 2023/24. 19 июля 2025 года, во встрече против махачкалинского «Динамо» (1:0), Хлусевич провёл свой 100-й матч за «Спартак».

## Карьера в сборной

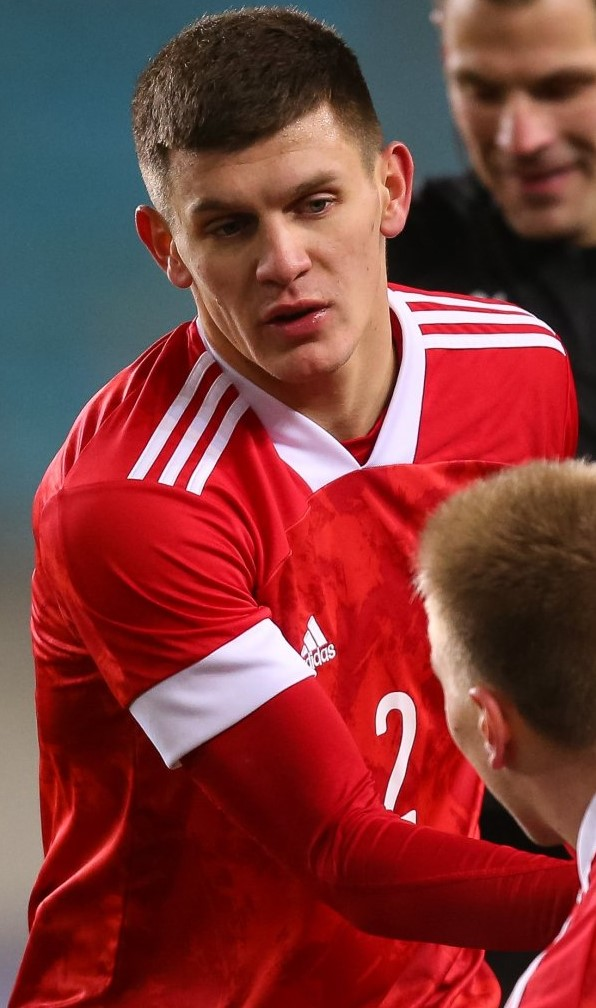
Хлусевич в составе молодёжной сборной России в 2021 году

11 мая 2021 года был впервые вызван в молодёжную сборную России. 3 июня 2021 года дебютировал за молодёжную сборную в матче против молодёжной сборной Болгарии (1:0). Свои первые мячи забил 7 сентября 2021 года в ворота молодёжной сборной Мальты (6:0), оформив дубль.
15 сентября 2022 года был впервые вызван Валерием Карпиным в состав сборной России на товарищеский матч против сборной Кыргызстана. Дебютировал за сборную 24 сентября 2022 года в матче против сборной Кыргызстана (2:1), выйдя на 46-й минуте вместо Вячеслава Караваева.
7 сентября 2023 года был назначен капитаном национальной команды в товарищеском матче против олимпийской сборной Египта.

## Личная жизнь
Отец — Андрей Хлусевич (род. 1977), футболист и футзалист, мастер спорта по лёгкой атлетике, чемпион Украины в беге на 800 метров. С 2017 года — тренер «Крымтеплицы-2» из Молодёжного.
Дядя — Антон Викторович Хлусевич (род. 1991), футболист и футзалист, выступал в низших лигах первенства Украины, играет в крымских турнирах.

## Достижения

### Командные
«Спартак» (Москва)
- Бронзовый призёр чемпионата России: 2022/23
- Обладатель Кубка России: 2021/22
- Финалист Суперкубка России: 2022

### Личные
- Лауреат национальной премии РФС «33 лучших игрока сезона» (2): № 3 — 2022/23[31], 2023/24[32]

## Статистика выступлений

### Клубная
| Выступление      | Выступление      | Выступление      | Лига | Лига | Кубки | Кубки | Итого | Итого |
| Клуб             | Лига             | Сезон            | Игры | Голы | Игры  | Голы  | Игры  | Голы  |
| ---------------- | ---------------- | ---------------- | ---- | ---- | ----- | ----- | ----- | ----- |
| Арсенал (Тула)   | Премьер-лига     | 2018/19          | 0    | 0    | 1     | 0     | 1     | 0     |
| Арсенал (Тула)   | Премьер-лига     | 2019/20          | 5    | 1    | 0     | 0     | 5     | 1     |
| Арсенал (Тула)   | Премьер-лига     | 2020/21          | 25   | 3    | 3     | 0     | 28    | 3     |
| Арсенал (Тула)   | Премьер-лига     | 2021/22          | 16   | 4    | 2     | 1     | 18    | 5     |
| Арсенал (Тула)   | Итого            | Итого            | 46   | 8    | 6     | 1     | 52    | 9     |
| Спартак (Москва) | Премьер-лига     | 2021/22          | 9    | 0    | 3     | 0     | 12    | 0     |
| Спартак (Москва) | Премьер-лига     | 2022/23          | 26   | 0    | 9     | 0     | 35    | 0     |
| Спартак (Москва) | Премьер-лига     | 2023/24          | 24   | 5    | 10    | 0     | 34    | 5     |
| Спартак (Москва) | Премьер-лига     | 2024/25          | 13   | 0    | 5     | 0     | 18    | 0     |
| Спартак (Москва) | Премьер-лига     | 2025/26          | 3    | 0    | 2     | 1     | 5     | 1     |
| Спартак (Москва) | Итого            | Итого            | 75   | 5    | 29    | 1     | 104   | 6     |
| Всего за карьеру | Всего за карьеру | Всего за карьеру | 121  | 13   | 35    | 2     | 156   | 15    |

### Сборная
| Матчи и голы Даниила Хлусевича за сборную России | Матчи и голы Даниила Хлусевича за сборную России | Матчи и голы Даниила Хлусевича за сборную России | Матчи и голы Даниила Хлусевича за сборную России | Матчи и голы Даниила Хлусевича за сборную России | Матчи и голы Даниила Хлусевича за сборную России | Матчи и голы Даниила Хлусевича за сборную России |
| ------------------------------------------------ | ------------------------------------------------ | ------------------------------------------------ | ------------------------------------------------ | ------------------------------------------------ | ------------------------------------------------ | ------------------------------------------------ |
| №                                                | Дата                                             | Оппонент                                         | Счёт                                             | Голы                                             | Соревнование                                     |                                                  |
| 1                                                | 24 сентября 2022                                 | Кыргызстан                                       | 2:1                                              | —                                                | Товарищеский матч                                |                                                  |
| 2                                                | 17 ноября 2022                                   | Таджикистан                                      | 0:0                                              | —                                                | Товарищеский матч                                |                                                  |
| 3                                                | 23 марта 2023                                    | Иран                                             | 1:1                                              | —                                                | Товарищеский матч                                |                                                  |
| 4                                                | 26 марта 2023                                    | Ирак                                             | 2:0                                              | —                                                | Товарищеский матч                                |                                                  |
| н/о                                              | 12 сентября 2023                                 | Катар                                            | 1:1                                              | —                                                | Товарищеский матч                                |                                                  |
| 5                                                | 21 марта 2024                                    | Сербия                                           | 4:0                                              | —                                                | Товарищеский матч                                |                                                  |

Итого: 5 матчей; 3 победы, 2 ничьи, 0 поражений.